# Magnieu
Magnieu – miejscowość i gmina we Francji, w regionie Owernia-Rodan-Alpy, w departamencie Ain. W 2013 roku populacja ówczesnej gminy wynosiła 452 mieszkańców.
Dnia 1 stycznia 2019 roku połączono dwie wcześniejsze gminy: Magnieu oraz Saint-Champ. Siedzibą gminy została miejscowość Magnieu, a nowa gmina przyjęła jej nazwę.